# Patrick Chapuis
Pour les articles homonymes, voir Chapuis.
Patrick Chapuis est un photographe documentariste né le 9 mars 1949 à Toulouse et mort le 14 janvier 2021 à Fréjus.

## Biographie
Patrick Chapuis passe son enfance au Gabon. Son père est un astronome passionné de photographie.
Au lycée à Toulouse, il devient l’ami de Claude Nori qu’il initie à la photographie et avec qui il fondera la galerie, le journal et les éditions Contrejour en 1975.
Il fait des études de photographie et d’art à l’École technique de photo de Toulouse où il est l’élève de Jean Dieuzaide puis suit une formation de graphiste l’école nationale supérieure des arts décoratifs de Paris.
Patrick Chapuis commence sa carrière de reporter-photographe en se rendant clandestinement en Irak en 1984. Son reportage sur trois français otages des Kurdes est publié en exclusivité dans Paris-Match , ses photos sont diffusées par l’agence Keystone puis par l’agence Gamma.
Depuis 1987 il a réalisé de nombreux reportages sur l’Égypte antique et devient photographe officiel du musée du Louvre et de la mission française du Bubasteion de Saqqarah en Égypte.
Il utilise aussi bien un appareil 24x36 mm qu’une chambre photographique afin de « donner à voir notre monde pour mieux le comprendre au travers des richesses passées qu’il recèle ; témoigner de l’enthousiasme et de la persévérance des chercheurs sur les lieux mêmes de leurs recherches ».
Plusieurs fois récompensés, ses reportages sont régulièrement publiés dans les principaux magazines français et étrangers, Géo, Paris-Match, National Géographic Magazine, Le Figaro Magazine, Science et Vie, Bunte, Stern, Science…
Patrick Chapuis meurt à 71 ans, le 14 janvier 2021 à Fréjus.

## Publications
Liste non exhaustive
- 1971 : Deux Jeunes exposent (avec Claude Nori) - Magazine Photographie Nouvelle.
- 2003 : Les Tombeaux retrouvés de Sakkara - Éditions du Rocher.
- 2011 : Le Labyrinthe des pyramides - Éditions Acte Sud.
- 2012 : Mastabas de l’Egypte ancienne - Éditions Acte Sud[2].
- 2016 : Intenses cités - (avec Claude Nori) - Éditions Contrejour

## Expositions personnelles
Liste non exhaustive
- 1971 : Espace Culturel du Temple - Toulouse (en duo avec Claude Nori).
- 1972 : Galerie Francesqui - Narbonne.
- 1973 : Centrum Museum - Stockholm. (nouvelle photographie française).
- 1980 : Fondation Photo-service - exposition itinérante - France.
- 1995 : Librairie Itinéraire - Paris. (Tukmenistan)
- 1995 : Auditorium St Germain - Paris. (Tukmenistan)
- 1999 : Festival Terre d’images. Biarritz. (Carnet de fouilles).
- 1998 : Centre Culturel Français du Caire. Le Caire. (Les Tombeaux retrouvés de Sakkara)
- 1998 : Action Culturelle Française - exposition itinérante - monde. (Les Tombeaux retrouvés)
- 2016 : Palais Congrès de Bordeaux. En duo avec Claude Nori (Intense cités)
- 2015 : Espace Culturel Mairie du 75002, Paris. (Niger un désert radio actif)
- 2019 : Galerie des jours de Lune - Metz. (Hors champs de batailles)

## Expositions collectives
Liste non exhaustive
- 1974 : Photographie actuelle en France - Contrejour - exposition itinérante.
- 1999 : Agence Gamma - Espace Renault Champs Élysées - Paris.
- 2000 : Agence Gamma - Salon de la photo - Paris.
- 2009 : Musée de l’Oise (Mudo) - Beauvais.
- 2012 : Mois de la photo - Paris.
- 2014 : Studio Patty Circular - New-York.
- 2016 : Hôpital Sainte Marie - Paris.
- 2016 : 50 ans de l‘agence Gamma
- 2018 : Musée de l’Oise (Mudo) - Beauvi.
- 2018 : Siège du Xinhua Daily Media Group, Nankin, Chine.

## Récompenses
Liste non exhaustive
- 1990 : Lauréat de la Fondation Photo-service.
- 1998 : Sidebar Award décerné par le National Geographic US pour un reportage réalisé en Egypte et publié dans le National-Geographic France.
- 2002 : Prix du Festival du photo-journalisme d'Angers (reportage sur le pillage du Musée de Kaboul en 2001 par les Talibans et publié dans Paris-Match.)
- 2015 : Prix SEPM (Syndicat Edition Presse Magazine) catégorie : meilleur reportage magazine de l’année pour son reportage « Un désert radio actif » réalisé au Nord Niger en zone rouge et publié dans Géo.
- 2018 : 2e place Photo Contest de Nanjing organisé par Xinhua Daily Media Group, Chine.
- 2019 : Nommé au Prix Planète Albert Kahn (PIPAK) 2019